# 徳島医療福祉専門学校
徳島医療福祉専門学校（とくしまいりょうふくしせんもんがっこう、英称：Tokusima College of Medical Sciences and Welfare）は、学校法人勝浦学園が運営する。徳島県勝浦郡勝浦町大字三渓字平１２８番地の１にある公設民営の３年制医療専門課程の専門学校。

## 設置学科
- 理学療法学科  (リハビリテーション教育評価機構認定・文科省医療分野医療専門課程認定)
- 作業療法学科  (リハビリテーション教育評価機構認定・世界作業療法士連盟認定・文科省医療分野医療専門課程認定）

## 取得資格
- 専門士（医療専門課程）
- 理学療法士国家試験受験資格
- 作業療法士国家試験受験資格
- 公益財団法人日本障がい者スポーツ協会 公認初級障がい者スポーツ指導員

## 沿革
- 1990年（平成2年）
  - 12月5日 勝浦町学園都市構想専門委員会を設置
- 1991年（平成3年）
  - 8月7日 学校法人勝浦学園設立準備委員会を設置
- 1992年（平成4年）
  - 5月2日 理学・作業療法士養成施設の設置計画承認
- 1993年（平成5年）
  - 1月14日 県知事より専修学校設置認可
  - 3月25日 校舎本館および学生寮第1棟落成式
  - 4月1日 厚生大臣より理学・作業療法士養成施設の指定
  - 4月13日 第1回入学式（理学・作業療法学科各48名）
- 1994年（平成6年）
  - 3月30日 学生寮第2棟落成
- 1995年（平成7年）
  - 12月21日 第2教室棟（別館）落成
- 1996年（平成8年）
  - 3月5日 第1回卒業証書授与式（理学療法学科43名・作業療法学科29名）
  - 3月8日 第1期生（第31回）国家試験受験
  - 12月1日 第1回紅舞祭
- 1997年（平成9年）
  - 6月1日 第1回学校施設見学会
  - 11月15日 第1回川崎メディカルミュージアム見学旅行
- 1998年（平成10年）
  - 3月31日 三次元動作解析装置を導入
  - 7月19日 第1回オープンキャンパス
  - 8月14日 阿波踊り連「徳医専連」結成
- 2000年（平成12年）
- 4月6日 スクールバス運行開始
- 2001年（平成13年）
  - 7月11日 体育館および運動場の用地造成着工
  - 9月26日 第1回解剖学見学実習
  - 11月22日 体育館および運動場の用地造成完了
- 2002年（平成14年）
  - 3月29日 体育館建築起工式
- 2003年（平成15年）
  - 1月26日 体育館および運動場落成記念式
  - 12月6日 創立10周年記念式典
- 2004年（平成16年）
  - 10月17日 第1回推薦入試（紀伊田辺・宇和島にて地方試験を実施）
- 2013年（平成25年）
  - 3月3日 創立20周年記念式典
- 2021年（令和3年）
- 3月7日 第26回卒業証書授与式

## 歴代理事長
- 初　代　櫻木義男（平成　５年　１月１４日～平成　５年　４月２２日）
- 第２代　堺　　廣（平成　５年　４月２３日～平成１２年　９月３０日）
- 第３代　大西文男（平成１２年１０月　１日～平成１４年　５月３１日）
- 第４代　宮本澄雄（平成１４年　６月　１日～平成２２年　３月３１日）
- 第５代　美馬　彰（平成２２年　４月　１日～平成２５年　３月３１日）
- 第６代　岡本富治（平成２５年　４月　１日～現在）

## 歴代学校長
- 初　代　遠藤壽男（平成　５年　４月　１日～平成２１年　６月３０日）
- 第２代　赤岩　光（平成２１年　７月　１日～平成２３年１２月３１日）
- 第３代　山本博司（平成２４年　１月　１日～平成２５年　３月３１日）
- 第４代　廣田茂美（平成２５年　４月　１日～現在）

## 特色
1993年（平成5年）4月に徳島県勝浦町学園都市構想に基づき、開校した。創立25年を迎え、卒業生は1700人を超えており、多くの卒業生が、理学療法士や作業療法士として、県内外の医療施設をはじめ、様々な現場の第一線で活躍している。国家試験合格率は高く、卒業後の就職率は100％と、どちらも全国的に非常に高い。作業療法学科は、世界作業療法士連盟（WFOT）の認定を受けており、作業療法士になるために必要な日本基準よりもハードルの高い世界基準を満たしている。講義においては、臨床経験6年以上の専任教員の他に外部講師として、徳島大学医学部や鳴門教育大学等の教授、徳島大学病院や徳島赤十字病院の医師や理学療法士等の各界の学識経験者を招き高度な専門知識を教授している。運営においては、地元勝浦町や徳島県医師会をはじめとする公的機関などとの公私協力方式により学校運営が行われているため、学費の安価さや多種多様な奨学金制度が充実しているのが特徴である。また、学校直営寮やスクールバスも完備しており、自家用車通学も可能である。

## 建学理念
リハビリテーション医療の対象となる人たちは何らかの障がいのある人たちであり、この人たちに対する人格の尊重がなければ、良い医療はなりたたない。「最高の医療は患者のために最善を尽くすことである」との強い信念のもと、本校は勝浦の地で開校した。以後、「人格尊重」が本校の建学の精神・教育理念として受け継がれ、本校のリハビリテーション教育の基本理念となっている。

## 教育目標
（１）リハビリテーション医療を担う専門職として必要な知識と技術の習得を図るため、精選し、かつ充実したカリキュラムの編成ときめ細やかで柔軟な個別指導を徹底する。また３年制専門学校の特長を生かし、最短の年限で、国家試験合格を目指し、質の高い医療専門職としての理学療法士及び作業療法士の養成をおこなう。
（２）臨床の場での豊富な臨床実習などを通じて、専門分野に不可欠な専門的技術や技能とともにコミュニケーション能力や協調性を培うなかで、即戦力となる実践力ある人材を養う。
（３）著しい進歩や発展をみせ、高度化・多様化する保健医療分野を担う探究心と向上心を備えた人材の育成に努める。
（４）理学療法や作業療法の対象となる方々を支え、共に共感できる人間愛に満ちた理学療法士及び作業療法士を育成することを通じて、広く社会の医療・福祉に寄与できる人材を育成する。

## 国家試験合格率
令和3年　第56回国家試験
- 作業療法学科100％（受験者40名／合格者40名）　全国平均81.3％
- 理学療法学科100％（受験者35名／合格者35名）　全国平均79.0％

令和2年　第55回国家試験
- 作業療法学科100％（受験者36名／合格者36名）　 全国平均87.3％
- 理学療法学科97.4％（受験者38名／合格者37名）　全国平均86.4％

平成31年　第54回国家試験
- 作業療法学科91.4％（受験者35名／合格者32名）　全国平均71.3％
- 理学療法学科100％（受験者37名／合格者37名）　 全国平均85.8％

平成30年　第53回国家試験
- 作業療法学科100％（受験者35名／合格者35名）　 全国平均77.6％
- 理学療法学科100％（受験者35名／合格者35名）　 全国平均81.4％

平成29年　第52回国家試験
- 作業療法学科87.9％（受験者33名／合格者29名）　全国平均83.7％
- 理学療法学科100％（受験者42名／合格者42名）　 全国平均90.3％

平成28年 第51回国家試験
- 作業療法学科97.4％（受験者38名／合格者37名）　全国平均87.6％
- 理学療法学科94.4％（受験者36名／合格者34名）　全国平均74.1％

平成27年 第50回国家試験
- 作業療法学科97.5％（受験者40名／合格者39名）　全国平均77.5％
- 理学療法学科100％（受験者39名／合格者39名）　 全国平均82.7％

平成26年 第49回国家試験
- 作業療法学科100％（受験者38名／合格者38名）　 全国平均86.6％
- 理学療法学科100％（受験者32名／合格者32名）　 全国平均83.7％

平成25年　第48回国家試験
- 作業療法学科85.7％（受験者30名／合格者35名）　全国平均77.3％
- 理学療法学科100％（受験者36名／合格者36名）　 全国平均88.7％

平成24年　第47回国家試験
- 作業療法学科86.1％（受験者31名／合格者36名）　全国平均79.7％
- 理学療法学科94.3％（受験者33名／合格者35名）　全国平均82.4％

平成23年　第46回国家試験
- 作業療法学科89.3％（受験者28名／合格者25名）　全国平均71.0％
- 理学療法学科78.4％（受験者37名／合格者29名）　全国平均74.3％

平成22年　第45回国家試験
- 作業療法学科97.7％（受験者43名／合格者42名）　全国平均82.2％
- 理学療法学科100％（受験者44名／合格者44名）　 全国平均92.6％

平成21年　第44回国家試験
- 作業療法学科100％（受験者32名／合格者32名）　全国平均81.0％
- 理学療法学科100％（受験者40名／合格者40名）　全国平均90.9％

平成20年　第43回国家試験
- 作業療法学科78.9％（受験者38名／合格者30名）　全国平均73.6％
- 理学療法学科100％（受験者42名／合格者42名）　 全国平均86.8％

平成19年　第42回国家試験
- 作業療法学科100％（受験者40名／合格者40名）　 全国平均85.8％
- 理学療法学科97.6％（受験者43名／合格者42名）　全国平均93.2％

平成18年　第41回国家試験
- 作業療法学科100％（受験者35名／合格者35名）　全国平均91.6％
- 理学療法学科100％（受験者43名／合格者43名）　全国平均97.5％

平成17年　第40回国家試験
- 作業療法学科89.4％（受験者38名／合格者34名）　全国平均88.4％
- 理学療法学科95.4％（受験者44名／合格者42名）　全国平均94.9％

平成16年　第39回国家試験
- 作業療法学科100％（受験者41名／合格者41名）　全国平均95.5％
- 理学療法学科100％（受験者41名／合格者41名）　全国平均97.9％

平成15年　第38回国家試験
- 作業療法学科100％（受験者40名／合格者40名）　 全国平均91.5％
- 理学療法学科97.8％（受験者46名／合格者45名）　全国平均98.5％

平成14年　第37回国家試験
- 作業療法学科95.0％（受験者40名／合格者38名）　全国平均90.6％
- 理学療法学科97.8％（受験者45名／合格者44名）　全国平均95.7％

平成13年　第36回国家試験
- 作業療法学科100％（受験者35名／合格者35名）　 全国平均94.8％
- 理学療法学科95.1％（受験者41名／合格者39名）　全国平均96.9％

## 求人状況
- 有効求人倍率　53倍（2020年度実績）
- 就職率　100％（2020年度実績）

## 奨学金制度
- 特待生奨学金 （入学初年度の後期分授業料を20万円減免）
- 修学奨励奨学金 （入学初年度の後期分授業料を15万円減免)
- 学士・社会人出身者支援奨学金 （入学初年度の後期分授業料を15万円減免)
- 遠隔地出身者支援奨学金 （入学初年度の後期分授業料を15万円減免)
- 親・兄弟姉妹入学者支援奨学金 （入学初年度の後期分授業料を20万円減免)
- 同窓会報奨金 （1年次の総合成績が特に優秀な者について、各学科2名に教科書代として5万円給付）

## 所在地
〒771-4307　徳島県勝浦郡勝浦町大字三渓字平128番地の１
- TEL　0883-42-4810（代）
- FAX　0883-42-4815

## 学生寮
- 鹿背山寮　115名収容（男女混合寮1棟・女性寮1棟）
- 杉の実寮　29名収容（男性寮1棟）

①寮室
- 洋個室6畳・床フローリング張り・トイレ・ユニットバス・押入れ・電気温水器・調理台（IHコンロ）・エアコン・CATV回線（ネット可）

②コインランドリー
- 洗濯機・乾燥機（各棟各階に4台ずつ設置）

③駐車場
- 寮敷地内駐車場・民間駐車場（約１６０台）

④管理人
- 午前　　管理人による共用部分清掃と巡回
- 夜間　　管理人による巡回（PM7時～AM7時まで管理人室に常駐）

## 交通
- 車の場合 （鳴門ICより約70分 ・ 徳島ICより約55分）

　　鳴門ICまたは徳島ICより国道11号線へ→県庁西を経由して国道55号線を南下→ 勝浦川橋を右折→ 県道16号線を勝浦町へ
- バス利用の場合 （横瀬東バス停より徒歩5分）

　　徳島駅から徳島バス勝浦線に乗車 → 45分で勝浦町 → 横瀬東バス停で下車